# Härkösaari (ö i Södra Savolax, S:t Michel)
Härkösaari är en ö i Finland. Den ligger i sjön Mallos och i kommunen Kangasniemi i den ekonomiska regionen  S:t Michel och landskapet Södra Savolax, i den södra delen av landet, 230 km norr om huvudstaden Helsingfors. Öns area är 4,7 hektar och dess största längd är 480 meter i nord-sydlig riktning.